# Ophthalmolampis praeferox
Ophthalmolampis praeferox är en insektsart som beskrevs av Marius Descamps 1983. Ophthalmolampis praeferox ingår i släktet Ophthalmolampis och familjen Romaleidae. Inga underarter finns listade i Catalogue of Life.